# Mesochorus kansensis
Mesochorus kansensis är en stekelart som beskrevs av Dasch 1971. Mesochorus kansensis ingår i släktet Mesochorus och familjen brokparasitsteklar. Inga underarter finns listade i Catalogue of Life.